# 日本シップヤード
日本シップヤード株式会社（にほんシップヤード）は、東京都千代田区有楽町に本社を置く企業。

## 概要
今治造船とジャパン マリンユナイテッドが液化天然ガス（LNG）運搬船を除く商船の設計・販売を目的に共同出資で設立した。

## 沿革
- 2021年
  - 1月1日 - 「日本シップヤード株式会社」設立。
  - 1月5日 - 業務開始[2]。
- 2022年2月 - アテネ事務所を開設。

## 事業所
- 東京本社 - 東京都千代田区有楽町一丁目5番1号 日比谷マリンビル12階
- 横浜オフィス - 神奈川県横浜市西区みなとみらい四丁目4番2号 横浜ブルーアベニュー7階
- 丸亀オフィス - 香川県丸亀市昭和町30番地
- 今治オフィス - 愛媛県今治市小浦町一丁目4番52号
- 今治営業所 - 愛媛県今治市旭町二丁目3番地4 今治国際ホテル内
- アテネ事務所 - 67, Thoukididou Street, Alimos 174 55, Athens, Greece